# Contea di Qinggil
La contea di Qinggil (青河县S) o contea di Qinghe è una contea della Cina, situata nella regione autonoma di Xinjiang e amministrata dalla prefettura di Altay.